# نيل فين
نيل فين (بالإنجليزية: Neil Finn)‏ (29 ديسمبر 1978 في المملكة المتحدة - ) هو لاعب كرة قدم بريطاني في مركز حراسة المرمى. لعب مع نادي بارنت ووست هام يونايتد وDorchester Town F.C. ‏ ونادي ألدرشوت تاون ونادي رومفورد ‏.

## وصلات خارجية
- نيل فين على موقع قاعدة بيانات كرة القدم.إي يو (الإنجليزية)
- نيل فين على موقع Soccerbase.com (لاعب) (الإنجليزية)
- نيل فين على موقع عالم كرة القدم.نت (الإنجليزية)